# Austroraptus juvenilis
Austroraptus juvenilis är en havsspindelart som beskrevs av Calman, W.T. 1915. Austroraptus juvenilis ingår i släktet Austroraptus och familjen Ammotheidae. Inga underarter finns listade.